# Ганноченко Олександр Павлович
Олександр Павлович Ганноченко (нар. 18 квітня 1952) — український театральний та кіноактор. Народний артист України (2018).

## Життєпис
1973 року закінчив Харківський державний інститут мистецтв ім. І. П. Котляревського (нині заклад має статус університету). Після служби в армії з 1974 по 1988 працював у Кримському академічному драматичному театрі ім. М. Горького, з 1988 по 1990 — у Київському академічному Молодому театрі. З 1990 по 2023 — актор Київського театру драми і комедії на лівому березі Дніпра.
З 2023 року — актор Національного академічного драматичного театру імені Лесі Українки.
Одружений зі Світланою Золотько — акторкою Київського театру драми і комедії на лівому березі Дніпра, народною артисткою України. Має двох дочок від нинішнього шлюбу.

## Театральні ролі

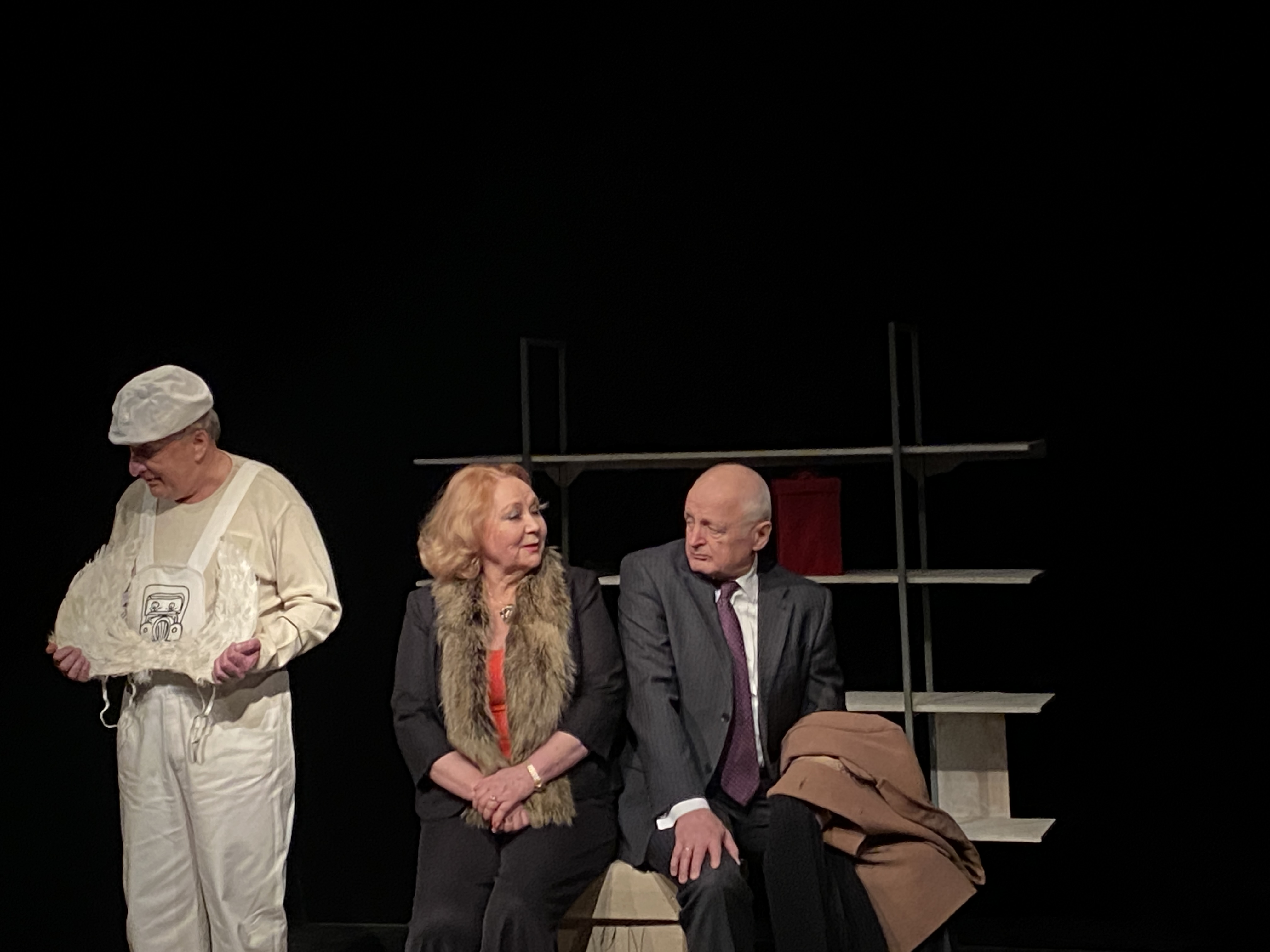
Фрагмент вистави «Чотири причини вийти заміж»

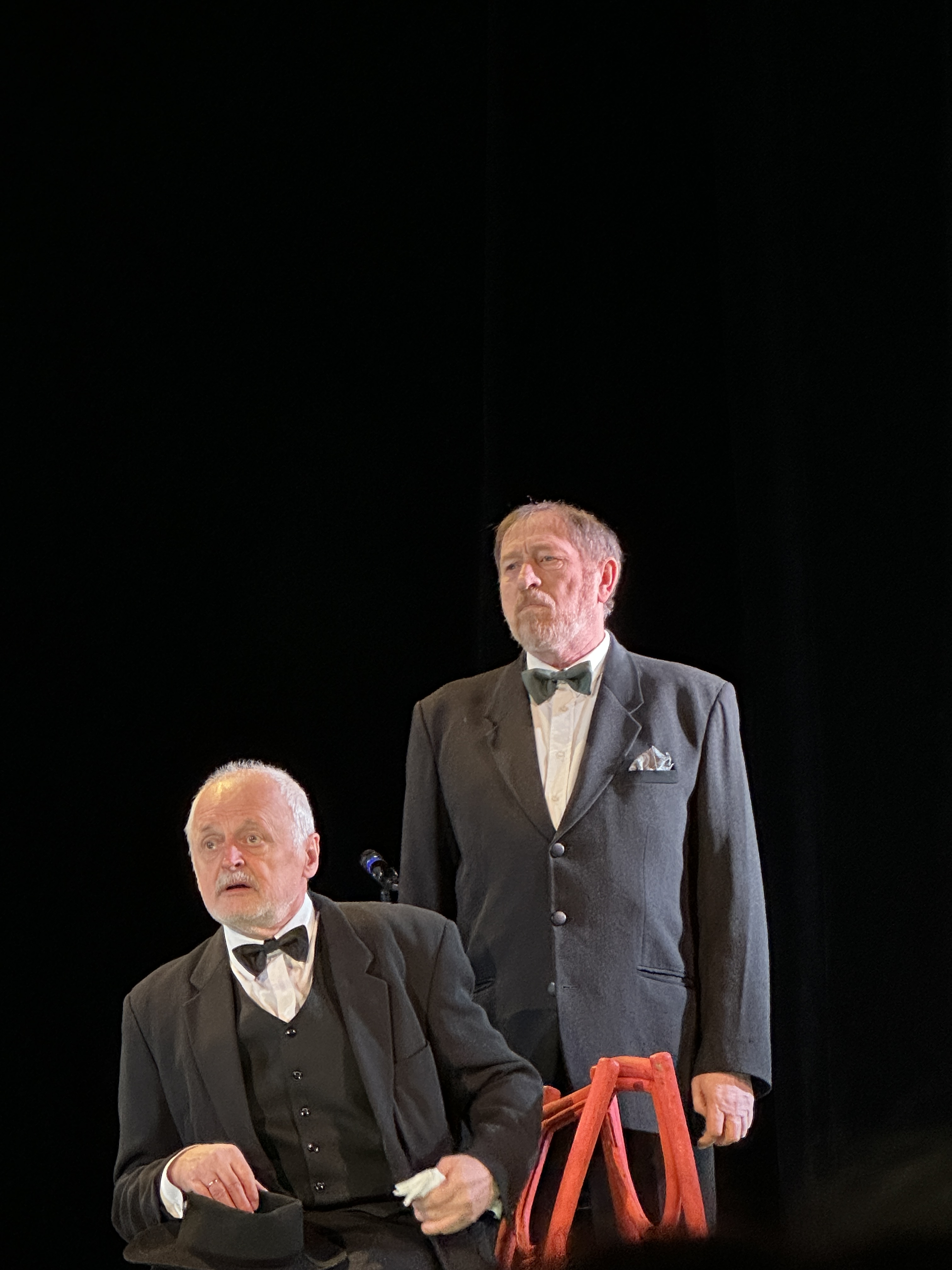
Фрагмент вистави «Альбатроси»

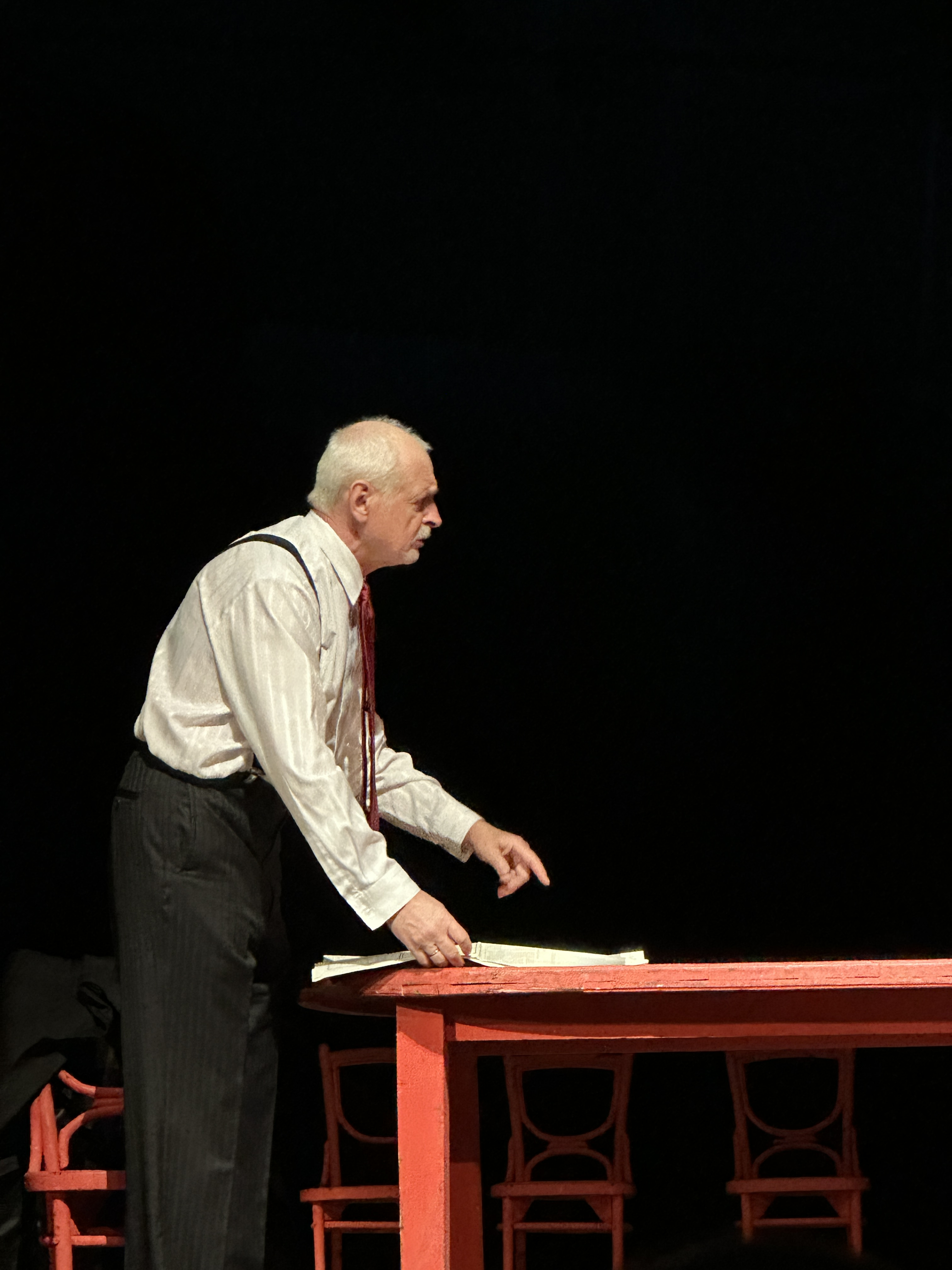
Фрагмент вистави «Альбатроси»

Кримський академічний драматичний театр ім. М. Горького
- «Ревизор» — Хлєстаков
- «Мастер и Маргарита» — Майстер, Ієшуа
- «Украдене щастя» — Микола Задорожній

Київський академічний Молодий театр
- «Пригвожденні» — Родіон
- «Сирано де Бержерак» — Лє Бре

Київський академічний театр драми і комедії на лівому березі Дніпра
- 1990 — «Последняя женщина сеньйора Хуана» — Виконавець
- 1990 — «Bona fide» («Прищучил») — Директор
- 1990 — «Двое на гойдалках» — Джеррі
- 1990 — «Острів скарбів» — Доктор Лівсі
- 1991 — «Флоранс была шатенкой» за п'єсою «За зачиненими дверима» Ж.-П. Сартра — Гарсен
- 1991 — «Дитина до листопаду» — Граф
- 1991 — «Игра любви и смерти» — Лазор Карно
- 1992 — «Жених из Иерусалима» за п'єсою «Важкі люди» Й. Бар-Йосефа — Меєр-Шимон Ґолд
- 1992 — «Тайна новогоднего письма» — Листоноша Пєчкін
- 1994 — «Олеся» — Леонід Петрович Загрива
- 1995 — «Игра о влюблённом ростовщике» за п'єсою «Скупий» Мольєра — Ансельм
- 1995 — «Что угодно, или Двенадцатая ночь» — Орсіно
- 1995 — «Майн Кампф, или Носки в кофейнике» — Лобковіц
- 1996 — «Дура» — Бенжамен Боревер
- 1996 — «Пленник королевы» за п'єсою «Двоголовий орел» Ж. Кокто — Граф Фен
- 1997 — «Живой труп» — Александров
- 1997 — «Любовь к трём апельсинам» — Король Треф
- 1999 — «Идеальный муж» — Сер Роберт Чілтерн
- 1999 — «Прихоти Марианны» — Клаудіо
- 2000 — «Анна Каренина» — Олексій Каренін
- 2001 — «Много шуму в Париже» за п'єсою «Пан де Пурсоньяк» Мольєра — Оронт, Другий доктор
- 2001 — «Кто боится?..» за п'єсою «Хто боїться Вірджинії Вульф?» Е. Олбі — Джордж
- 2002 — «Женитьба» — Кочкарьов
- 2004 — «Не хочу тебя видеть! Люблю… Мелисса» за п'єсою «Листи кохання» А. Герні — Ендрю Мейкпіс
- 2004 — «Вишнёвый сад» — Фірс
- 2005 — «Немного вина… или 70 оборотов» — Піккароне
- 2005 — «Сирано де Бержерак» — Граф де Ґіш
- 2005 — «Ромео и Джульетта» — Монтеккі
- 2006 — «26 комнат…» за п'єсою «Лісовик» А. Чехова — Єгор Петрович Войницький
- 2006 — «Голубчики мои!…» за творами Ф. Достоєвського та О. Володіна — Порфирій Петрович, Свидригайлов № 2
- 2010 — «Три сестры» — Іван Романович Чебутикін
- 2011 — «Чотири причини вийти заміж» за п'єсою «Тустеп на тлі валіз» Р. Баера — Герман Льюїс.
- 2015 — «Співай, Лоло, співай!» Олександра Чепалова за мотивами роману «Вчитель Гнус, або Кінець одного тирана» Генріха Манна і художнього фільму «Блакитний ангел»; реж. Дмитро Богомазов — Гнус
- 2019 — «Альбатроси» за п'єсою «З життя корисних копалин» Фредеріка Строппеля; реж. Стас Жирков — Мелвін

## Фільмографія
| Рік  | Фільм                                        | Роль                     |
| ---- | -------------------------------------------- | ------------------------ |
| 2003 | Європейський конвой (Европейский конвой)     | Президент України        |
| 2006 | Повернення Мухтара-3 (Возвращение Мухтара-3) | Лікар-реаніматолог       |
| 2007 | Повернення Мухтара-4 (Возвращение Мухтара-4) | Орлов                    |
| 2007 | Фабрика щастя                                | Віктор Анатолійович      |
| 2009 | Зовсім інше життя (Совсем другая жизнь)      | Епізод                   |
| 2009 | Диво (Чудо)                                  | Видавець                 |
| 2010 | Віра, Надія, Кохання (Вера, Надежда, Любовь) | Епізод                   |
| 2010 | Мільйон до неба (Миллион до неба)            |                          |
| 2011 | Костоправ                                    | Михайло, дядько Гордєєва |
| 2012 | Аркуш очікування (Лист ожидания)             | Член вченої ради         |
| 2018 | За три дні до кохання                        |                          |
| 2019 | Артист                                       |                          |
| 2020 | Дільничний з ДВРЗ                            | Палич                    |
| 2024 | Редакція                                     | головний редактор газети |
| 2024 | Буча                                         | Ігор Дмитрович Поклад    |

## Нагороди та визнання
- 1998 — Заслужений артист України[3]
- 2000 — Премія «Бідний Йорик» — за найкраще партнерство із Левом Сомовим у виставі «Примхи Маріанни»[4]
- 2007 — Професійна театральна премія «Київська пектораль» — лауреат у номінації «Найкраща чоловіча роль другого плану» (роль Порфирія Петровича у виставі «Голубчики мои!…»)
- 2015 — Професійна театральна премія «Київська пектораль» — лауреат у номінації «Найкраща чоловіча роль» (роль Гнуса у виставі «Співай, Лоло, співай!»)
- 2018 — Народний артист України